# Rubén Ruiz Ibárruri
Pour l’article homonyme, voir Ruiz.
Rubén Ruiz Ibárruri (en russe : Рубе́н Руи́с Иба́ррури), né le 9 janvier 1920 dans le village de Somorrostro (entité de Muskiz) et mort le 3 septembre 1942, est un militaire soviétique d'origine basque.

## Biographie
Rubén Ruiz Ibárruri naît le 9 janvier 1920 dans le village de Somorrostro (Muskiz), dans la famille de l'un des fondateurs du Parti communiste espagnol, Julián Ruiz Gabiña (es), et de la célèbre révolutionnaire secrétaire général du parti, Dolores Ibárruri,.
Rubén, 15 ans, demande à s'enrôler dans l'armée soviétique afin de pouvoir combattre dans la guerre civile espagnole naissante. Il est admis dans une école d'aviation à Stalingrad où, cependant, il n'a pas pu postuler en tant que pilote en raison d'un problème de daltonisme.
Il a été commandant de la 100e compagnie de mitrailleuses d'un bataillon d'entraînement indépendant, rattaché à la 35e division de fusiliers de la Garde de la 62e armée du front de Stalingrad.
Rubén Ruiz Ibárruri meurt lors de la bataille de Stalingrad.

## Récompenses, honneurs et distinctions
Rubén Ruiz Ibárruri est lieutenant de la Brigade internationale pendant la guerre civile espagnole.
Par deux fois, il reçoit l'ordre du Drapeau rouge, les 22 juillet 1941 et 22 octobre 1942.
Il reçoit à titre posthume le grade de capitaine de l'unité de la Garde.
Le 23 août 1956, par décret du Soviet suprême de l'URSS, il reçoit à titre posthume le titre de héros de l'Union soviétique et est décoré de l'ordre de Lénine.
L'astéroïde 2423 Ibarruri, découvert par l'astronome soviétique Lioudmila Jouravliova, est dénommé en son honneur en 1972.